# Ministerium für Landwirtschafts-, Ernährungs- und Forstpolitik (Italien)
Das Ministerium für Landwirtschafts-, Ernährungs- und Forstpolitik (italienisch Ministero delle politiche agricole, alimentari e forestali) ist eines der Ministerien der italienischen Regierung. Es hat seinen Hauptsitz im Palazzo dell’Agricoltura in der Via XX Settembre in Rom. Das Ministerium wird seit 22. Oktober 2022 von Francesco Lollobrigida geleitet.

## Geschichte
Die Geschichte des Ministeriums geht zurück auf das Königreich Sardinien-Piemont, aus welchem im Jahr 1861 das Königreich Italien entstand.

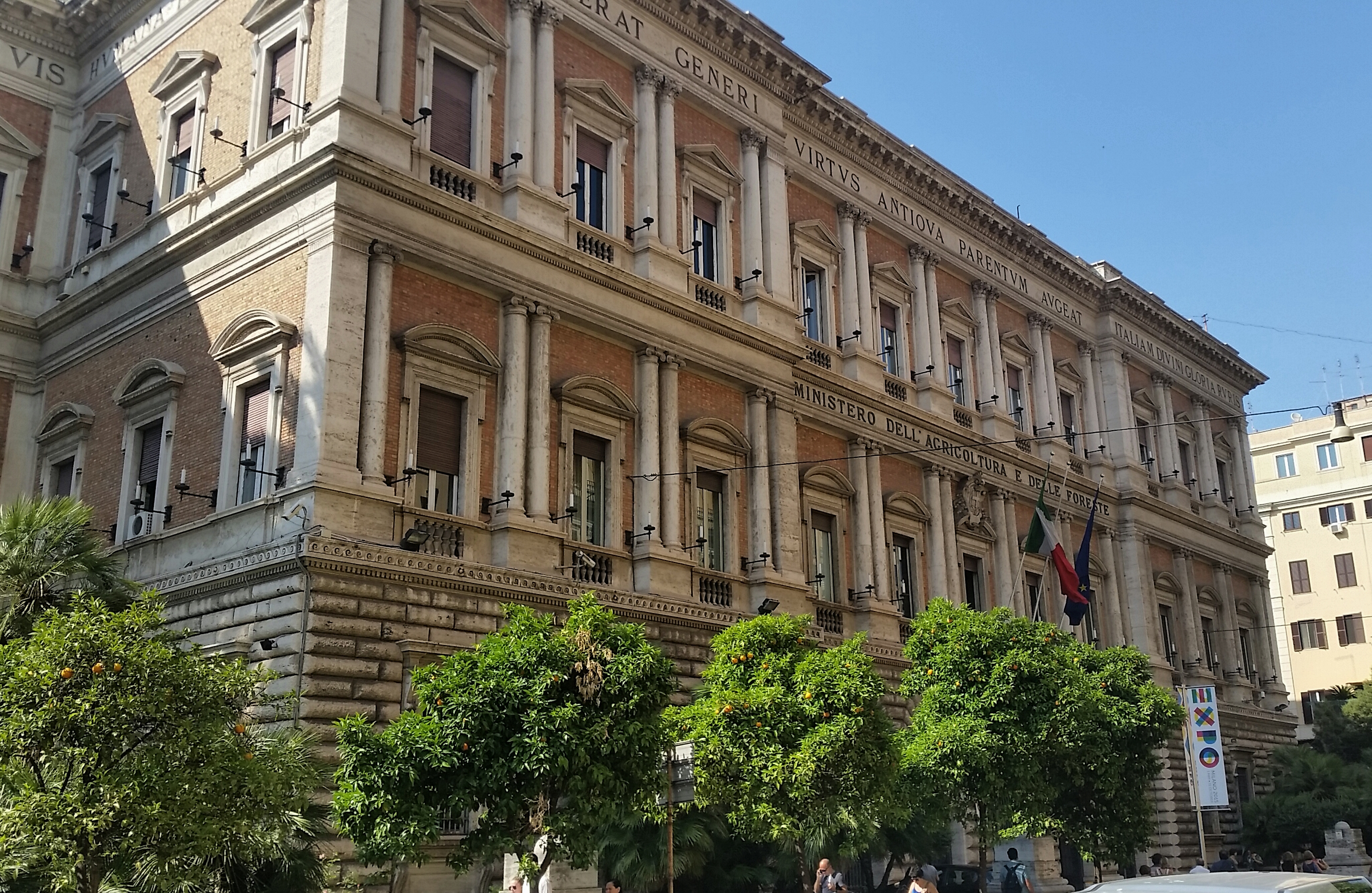
Der Palazzo dell’Agricoltura, Hauptsitz des Ministeriums

Am 7. Dezember 1847 wurde in Turin das neue Staatssekretariat für öffentliche Arbeiten, Landwirtschaft und Handel errichtet. Im Zug der Revolution von 1848 und der oktroyierten Verfassung Karl Alberts (Statuto Albertino) wurden die Staatssekretariate in Ministerien umbenannt. Bei dieser Gelegenheit teilte man das Staatssekretariat für öffentliche Arbeiten, Landwirtschaft und Handel im August 1848 in das Ministerium für öffentliche Arbeiten und in das Ministerium für Landwirtschaft und Handel auf. Letzterem schlug man 1850 auch das Marineministerium zu, bis das Ministerium für Marine, Landwirtschaft und Handel im Jahr 1852 aufgelöst wurde. Diese Verschiebungen und Auflösungen waren vor allem im Interesse des langjährigen Ministers und Ministerpräsidenten Camillo Benso von Cavour, der verschiedene Teile der Regierungsgeschäfte trotz formaler Amtswechsel unter seine Kontrolle behalten wollte.
Im Zug der Einigung Italiens unter dem Haus Savoyen entstand am 5. Juli 1860 das Ministerium für Landwirtschaft, Industrie und Handel. Als solches bestand es, von einer kurzen Unterbrechung zwischen 1877 und 1878 abgesehen, bis zum 22. Juni 1916, als es in ein Landwirtschaftsministerium und in ein Ministerium für Industrie, Handel und Arbeit geteilt wurde. Diese Ministerien gingen 1923 unter Benito Mussolini im neuen „Ministerium für Nationale Wirtschaft“ auf. Am 12. September 1929 ging aus diesem das Ministerium für Landwirtschaft und Forsten hervor. Unter dieser Bezeichnung bestand es bis 1993. Im Lauf der Zeit übernahmen die italienischen Regionen immer mehr Kompetenzen, weswegen die ursprünglichen Aufgaben des Ministeriums zusehends abnahmen. Aus diesem Grund wurde es 1993 per Volksabstimmung abgeschafft. Dadurch ergab sich das Problem, dass Italien auf europäischer Ebene nicht mehr wie bisher an der Gemeinsamen Agrarpolitik mitwirken konnte und auch auf nationaler Ebene keine Koordinierungsbehörde vorhanden war. Aus diesem Grund entstand kurz nach der Volksabstimmung das „Ministerium für die Koordinierung der Landwirtschaftspolitik“, das im weiteren Verlauf noch zweimal umbenannt wurde, bis es 2006 seine heutige Bezeichnung erhielt.
Bis 2016 hatte das Ministerium mit dem Corpo Forestale dello Stato eine eigene Polizeibehörde. Das CFS-Personal wurde weitgehend von den Carabinieri übernommen.

## Aufgaben
Wegen der genannten primären Zuständigkeit der italienischen Regionen übernimmt das Ministerium vorwiegend Koordinierungsaufgaben und die  Vertretung Italiens auf europäischer und internationaler Ebene in den Bereichen Landwirtschaft und Forsten, Jagdwesen und Fischerei, Tier- und Umweltschutz sowie Ernährung und Verbraucherschutz. Auf nationaler Ebene übernimmt das Ministerium in den genannten Bereichen alle Aufgaben, die nicht in die unmittelbare Zuständigkeit der Regionen, Provinzen oder Gemeinden fallen.

## Organisation
Die politische Führung besteht aus dem Minister und ein oder zwei Staatssekretären. Letztere sind in Italien keine Beamte, sondern Politiker. Das Ministerium untergliedert sich in einen Leitungsbereich und in drei Hauptabteilungen (Dipartimenti):
- Hauptabteilung für europäische und internationale Politik (2 Abteilungen)
- Hauptabteilung für Wettbewerbs- und Qualitätspolitik (3 Abteilungen, 2 andere Organisationseinheiten)
- Hauptabteilung für Verbraucherschutz und Betrugsbekämpfung (2 Abteilungen)

Hinzu kommen einige wissenschaftliche Beiräte und Institute sowie nachgeordnete Behörden. Dem Ministerium ist funktional das Carabinieri-Sonderkommando für Forst-, Umwelt-, Landwirtschafts- und Verbraucherschutz unterstellt (Comando carabinieri per la tutela forestale, ambientale e agroalimentare), das 2016 aus dem genannten Corpo Forestale dello Stato und anderen Carabinieri-Einheiten gebildet wurde. Auch die Küstenwache unterhält bei dem Ministerium ein Unterstützungskommando.